# Péan (chant)
Pour les articles homonymes, voir Péan (homonymie).
Un péan ou pæan (du grec παιάν) est un chant ou un poème lyrique en action de grâce ou célébrant le triomphe. Péan (ou Péon) est à l'origine le nom d'un dieu guérisseur dans la mythologie grecque, puis une épiclèse d'Apollon, mais le nom recoupe par la suite celui d'un chant à l'honneur de ce dernier. Ce type de chant sera ensuite utilisé pour louer d'autres dieux puis finalement utilisé en l'honneur d'êtres humains.
Les premiers exemples de péan en tant que chant solennel et collectif à Apollon, en imploration ou en action de grâce se retrouvent dans l'Iliade d'Homère.
Ainsi les Grecs prient, après qu'Apollon a envoyé la peste dans le champ achéen :

« Et tout le jour, en chœur, les fils des Achéens, pour apaiser le dieu, chantent le beau péan et célèbrent le Préservateur. Et lui, se plaît à les ouïr. »

— (Il., I, 473-474)
Quand Achille, au chant XXII, a tué Hector, il ordonne de chanter le péan en célébration :

« Pour l'instant, fils des Achéens, en chantant le péan, retournons aux nefs creuses et emmenons [le cadavre d'Hector]. »

Par la suite, le péan peut être chanté en l'honneur d'autres dieux, comme Arès. Il est traditionnellement chanté avant une bataille, au départ d'une flotte, ou après une victoire. Le caractère solennel du chant explique qu'il soit éponyme d'un pied tétrasyllabique composé de trois brèves et d'une longue, le péon.
Dans l'Antiquité classique, le péan est habituellement chanté par un chœur, mais certains péans semblent avoir été composés comme des monodies.